# Momordica macrosperma
Momordica macrosperma är en gurkväxtart som beskrevs av Emilio Chiovenda. Momordica macrosperma ingår i släktet Momordica och familjen gurkväxter. Inga underarter finns listade i Catalogue of Life.